# Алимкент
Алимкент (узб. Olimkent/Олимкент) — посёлок городского типа в Аккурганском районе Ташкентской области, Узбекистан. Посёлок расположен в 12 км от железнодорожной станции Кучлук (на линии Ташкент — Ангрен).
Статус посёлка городского типа с 1967 года.

## Население
| 1970 | 1979 | 1989 | 2021   |
| ---- | ---- | ---- | ------ |
| 5975 | 6095 | 6435 | 28000+ |